# Anneke Groen
Anneke Groen (Alkmaar, 17 november  1946) is een Nederlands journaliste.
Groen komt uit een katholiek gezin. Zij bezocht van 1958 tot 1963 het Petrus Canisius College in Alkmaar.
Samen met Marga Bruyn-Hundt richtte zij de Alkmaarse afdeling van Man Vrouw Maatschappij op.
Zij schreef voor het Noordhollands Dagblad, Margriet en Opzij. Nu is zij medewerker van De Groene Amsterdammer. Daarnaast is zij programmamaker, schrijfster en coach. Zij treedt ook op als dagvoorzitter.
Groen was van 1998 tot eind 2009 directeur van de Rode Hoed. Bij haar afscheid in 2009 ontving zij uit handen van Job Cohen, burgemeester van Amsterdam, de Zilveren Medaille van de Stad Amsterdam. In hetzelfde jaar werd zij Ridder in de Orde van Oranje-Nassau.

## Publicaties
- Vrouwen en het Binnenhof (1985)
- Genezing tot elke prijs, over de grenzen van medische zorg (1989)
- Doorgaan tot welke prijs? (1994). Tv-documentaire in opdracht van de Humanistische Omroep (samen met Eveline van Dyck) genomineerd voor de Prix Europa, Television programma of the Year, Special Commendation: Non-Fiction
- Apollohouse, een monument in Amsterdam (2012)
- Eindeloos Ouderschap, zorgen voor je kinderen houdt nooit op (2017, samen met Herman Vuijsje)